# WGS84

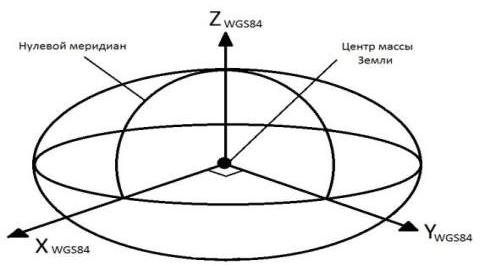
Sistema WGS 84 geodésico de coordenadas

El WGS 84 (World Geodetic System 1984) es un sistema geodésico de coordenadas geográficas usado mundialmente, que permite localizar cualquier punto de la Tierra (sin necesitar otro de referencia) por medio de tres unidades dadas (x,y,z). WGS 84 son las siglas en inglés de World Geodetic System 84 (que significa Sistema Geodésico Mundial 1984).
Se trata de un estándar en geodesia, cartografía, y navegación, que data de 1984. Tuvo varias revisiones (la última en 2004), y se considera válido hasta una próxima reunión (aún no definida en la página web oficial de la Agencia de Inteligencia Geoespacial). Se estima un error de cálculo menor a 2 cm, por lo que es en la que se basa el Sistema de Posicionamiento Global (GPS). 
Consiste en un patrón matemático de tres dimensiones que representa la tierra por medio de un elipsoide, un cuerpo geométrico más regular que la Tierra, que se denomina WGS 84 (nótese el espacio). El estudio de este y otros modelos que buscan representar la Tierra se llama Geodesia.

## Coordenadas cartesianas
Por una cuestión de practicidad, proyectamos este sistema de coordenadas geodésicas (expresados en grados, minutos, segundos) a algún otro sistema de coordenadas cartesiano (pasar de un modelo 3D a uno 2D) llamados sistema de proyección típicamente UTM que se expresan en metros (en orden a su relación a un punto de origen arbitrario) que facilita cálculos de distancia y superficie.

## Parámetros Básicos de Definición
- Semieje Mayor a: 6 378 137,0 m
- Achatamiento 1/f: 298,257223563
{\displaystyle \mathrm {f} ={\frac {a-b}{a}}.}
- Semieje Menor b: 6 356 752,3142 m
- Producto de la Constante Gravitacional (G) y la Masa de la Tierra (M): GM = 3,986004418x1014 m3·s-2
- Velocidad Angular de la Tierra ω: 7,292115x10-5 rad/s

A pesar de que existen otros sistemas geodésicos, garantizando mayor precisión en las vecindades de un punto de referencia, los demás estándares convergieron para el WGS 84. El SIRGAS2000, por ejemplo, de América del Sur, fue asimilado al WGS 84 en las coordenadas horizontales, siendo utilizado sólo para medidas más precisas de elevación.